# シャナ (フランス)
シャナ（仏: Chanas）は、フランスのオーヴェルニュ＝ローヌ＝アルプ地域圏、イゼール県に属するコミューン。

## 歴史
2002年1月1日にサレーズ＝シュル＝サンヌ（4ヘクタール、人口2人）を編入した。

## 地理
県都グルノーブルから西へ70km、ヴィエンヌから南に25kmほどいった県西端の田園地帯に位置する。ローヌ川の対岸はアルデシュ県、すぐ南はドローム県。丘の際に築かれた市街の家々はみな褐色の屋根をしている。高速A7号線（欧州ルート15号線）が南北に通り、インターチェンジのそばにはヴァントルヴァン産業団地がある。そのほか、国道7号線などの主要幹線が通る。

## 行政
- 首長 - ジャン＝ルイ・ギュリー（Jean-Louis Guerry）

議会は首長も含めて19人で構成される。

## 人口の推移
| 1962年 | 1968年 | 1975年 | 1982年 | 1990年 | 1999年 | 2007年 |
| ------ | ------ | ------ | ------ | ------ | ------ | ------ |
| 1289   | 1374   | 1451   | 1484   | 1727   | 1931   | 2302   |

## 観光スポット
- モンブルトン城
- 19世紀に建てられた教会
- ドロン博物館（主に鉱物と化石を展示）